# Gare de Kalhausen
La gare de Kalhausen est une gare ferroviaire française de la ligne de Mommenheim à Sarreguemines, située sur le territoire de la commune de Kalhausen, dans le département de la Moselle, en région Grand Est.
Elle est mise en service en 1895, par la Direction générale impériale des chemins de fer d'Alsace-Lorraine.
C'est une gare de la Société nationale des chemins de fer français (SNCF), desservie par des trains express régionaux.

## Situation ferroviaire
La gare de Kalhausen, établie à 218 mètres d'altitude, est située au point kilométrique (PK) 61,593 de la ligne de Mommenheim à Sarreguemines, entre les gares ouvertes d'Oermingen et de Sarreguemines (s'intercalent, dans cette direction, celles fermées de Wittring, de Zetting, de Sarreinsming et de Rémelfing).
Gare de bifurcation, elle constitue l'origine, au PK 0,000, de la ligne de Kalhausen à Sarralbe (la gare suivante, fermée, est celle de Herbitzheim).

## Histoire
La station de Kalhausen est mise en service le 1er mai 1895 par la Direction générale impériale des chemins de fer d'Alsace-Lorraine (en allemand : Kaiserliche Generaldirektion der Eisenbahnen in Elsaß-Lothringen (EL)) lorsqu'elle ouvre à l'exploitation la ligne de Mommenheim à Sarralbe. Kalhausen devient une gare de bifurcation le 1er octobre 1895, lors de l'ouverture de la ligne de Kalhausen à Sarreguemines.
À partir de 1919, elle est exploitée par l'Administration des chemins de fer d'Alsace et de Lorraine.
Le 1er janvier 1938, la gare de Kalhausen devient la propriété de la nouvelle Société nationale des chemins de fer français, mais dès 1940 et la seconde annexion de l'Alsace-Lorraine elle est exploitée par la Deutsche Reichsbahn comme l'ensemble du réseau ferroviaire d'Alsace-Lorraine.
En 2017, la liaison Sarreguemines – Sarralbe – Sarre-Union (via Kalhausen) a représenté 50 993 voyages, soit une baisse de 41 % par rapport à 2016. Le manque d'entretien de la voie et l'absence de financement pour des travaux de régénération nécessitent la mise en place, depuis le 22 décembre 2018, d'abaissements de la vitesse limite, à 20 km/h entre Sarre-Union et Sarralbe et à 40 km/h entre Sarralbe et Kalhausen. L'augmentation des temps de parcours ainsi causée a entraîné la décision de reporter du trafic voyageurs concerné sur route, appliquée à la même date,.

## Fréquentation
De 2015 à 2024, selon les estimations de la SNCF, la fréquentation annuelle de la gare s'élève aux nombres indiqués dans le tableau ci-dessous.
| Année     | 2015   | 2016   | 2017   | 2018   | 2019   | 2020  | 2021   | 2022   | 2023   | 2024   |
| --------- | ------ | ------ | ------ | ------ | ------ | ----- | ------ | ------ | ------ | ------ |
| Voyageurs | 13 738 | 12 860 | 12 170 | 12 902 | 10 784 | 7 484 | 11 747 | 14 724 | 14 170 | 15 857 |

## Service des voyageurs

### Accueil
Gare SNCF, elle dispose d'un bâtiment voyageurs, avec guichet, ouvert tous les jours.
Un passage à niveau planchéié permet la traversée des voies et le passage d'un quai à l'autre.

### Desserte
Kalhausen est desservie par les trains express régionaux de la relation Strasbourg – Sarreguemines – Sarrebruck.

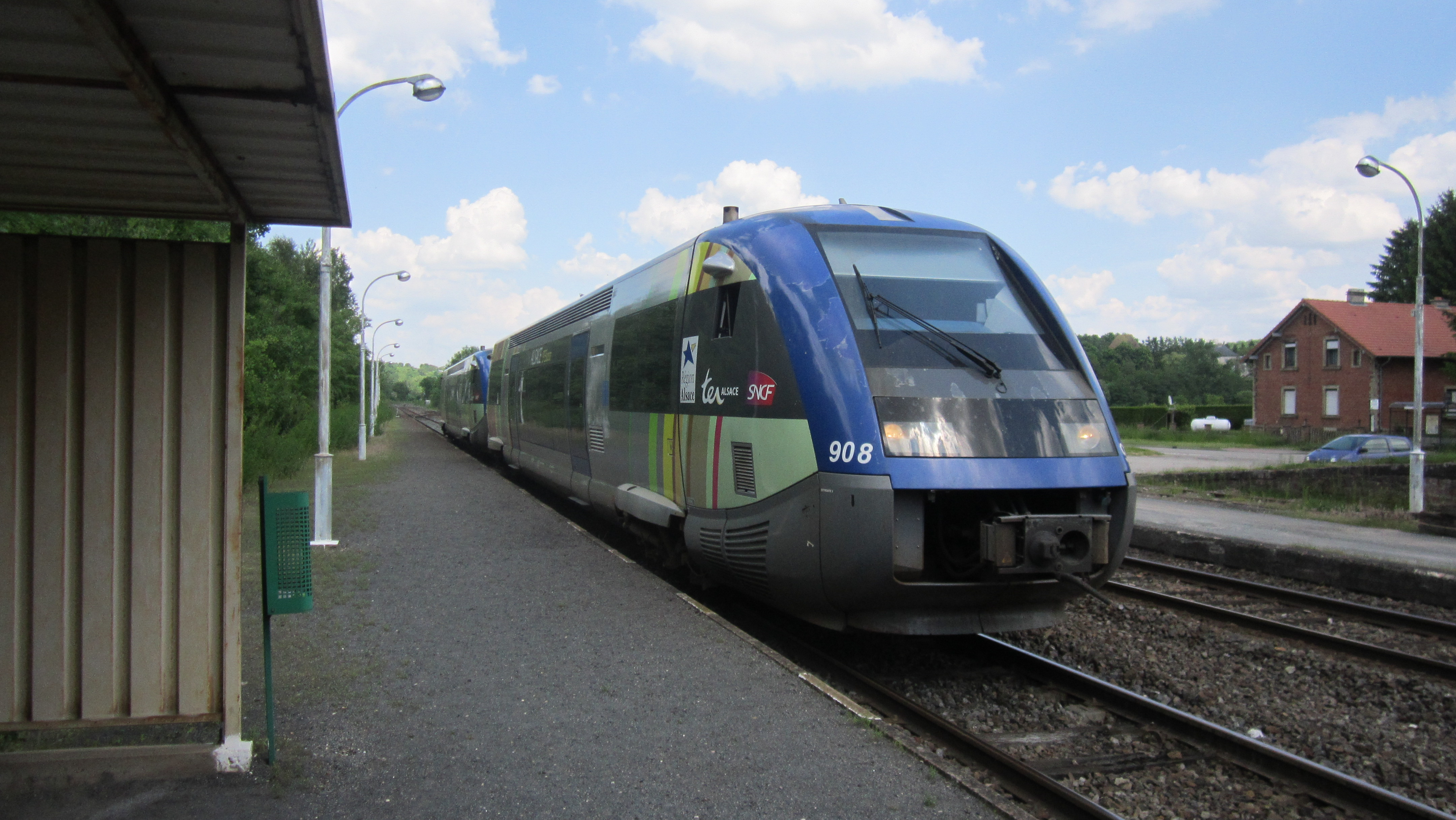
TER (rame X 73908) en gare.

### Intermodalité
Un parking est aménagé à côté du bâtiment voyageurs.
La gare est également desservie par les autocars TER de la relation Sarreguemines – Sarre-Union – Sarrebourg.

## Patrimoine ferroviaire
Le bâtiment voyageurs à la façade de pierre et sa halle à marchandises en bois, directement accolée, subsiste. Le bâtiment est composé de trois parties : un corps central à étages de trois travées aux pignons transversaux, une aile basse de deux travées, une aile haute de longueur identique et une basse en pierre se prolongeant par la halle à marchandises avec une toiture continue. Plusieurs bâtiments, très proches, ont été érigées par la Direction générale impériale des chemins de fer d'Alsace-Lorraine dans des gares de moyenne importance.